# Свидетель
Свиде́тель — лицо, которому могут быть известны какие-либо обстоятельства, имеющие значение для расследования и разрешения уголовного, административного, гражданского или арбитражного дела, и которое вызвано для дачи показаний. 
Обычно под словом «свидетель» понимают свидетеля в суде, однако это слово имеет более широкое значение. В более широком смысле свидетель — это человек, который был очевидцем какого-либо события и готов об этом свидетельствовать. До возникновения письменности и писанных контрактов свидетель был единственной возможностью удостоверить какой-либо юридический факт. Свидетель вызывается в судебное заседание специальным извещением; уклонение от дачи свидетельских показаний может стать основанием для его привлечения к административной либо уголовной ответственности.

## Свидетель в гражданском процессе
Свидетелем в гражданском процессе является лицо, которому могут быть известны какие-либо сведения об обстоятельствах, имеющих значение для рассмотрения и разрешения дела. Не являются доказательствами сведения, сообщенные свидетелем, если он не может указать источник своей осведомленности. Лицо, ходатайствующее о вызове свидетеля, обязано указать, какие обстоятельства, имеющие значение для рассмотрения и разрешения дела, может подтвердить свидетель, и сообщить суду его имя, отчество, фамилию и место жительства.
Не подлежат допросу в качестве свидетелей:
- представители по гражданскому делу или защитники по уголовному делу, делу об административном правонарушении, или медиаторы — об обстоятельствах, которые стали им известны в связи с исполнением обязанностей представителя, защитника или медиатора;
- судьи, присяжные, народные или арбитражные заседатели — о вопросах, возникавших в совещательной комнате в связи с обсуждением обстоятельств дела при вынесении решения суда или приговора;
- священнослужители религиозных организаций, прошедших государственную регистрацию, — об обстоятельствах, которые стали им известны из исповеди.

Вправе отказаться от дачи свидетельских показаний:
- гражданин против самого себя;
- супруг против супруга, дети, в том числе усыновленные, против родителей, усыновителей, родители, усыновители против детей, в том числе усыновленных;
- братья, сестры друг против друга, дедушка, бабушка против внуков и внуки против дедушки, бабушки;
- депутаты законодательных органов — в отношении сведений, ставших им известными в связи с исполнением депутатских полномочий;
- Уполномоченный по правам человека в Российской Федерации — в отношении сведений, ставших ему известными в связи с выполнением своих обязанностей.

Обязанности и права свидетеля
Лицо, вызванное в качестве свидетеля, обязано явиться в суд в назначенное время и дать правдивые показания. Свидетель может быть допрошен судом в месте своего пребывания, если он вследствие болезни, старости, инвалидности или других уважительных причин не в состоянии явиться по вызову суда. За дачу заведомо ложного показания и за отказ от дачи показаний по мотивам, не предусмотренным федеральным законом, свидетель несет ответственность, предусмотренную Уголовным кодексом Российской Федерации. Свидетель имеет право на возмещение расходов, связанных с вызовом в суд, и на получение денежной компенсации в связи с потерей времени.

## Свидетель в уголовном процессе
Свидетелем в уголовном процессе является лицо, которому могут быть известны какие-либо обстоятельства, имеющие значение для расследования и разрешения уголовного дела, и которое вызвано для дачи показаний. Вызов и допрос свидетелей осуществляются в специальном порядке, установленном уголовно-процессуальным законодательством.
Не подлежат допросу в качестве свидетелей:
- судья, присяжный заседатель — об обстоятельствах уголовного дела, которые стали им известны в связи с участием в производстве по данному уголовному делу;
- адвокат, защитник подозреваемого, обвиняемого — об обстоятельствах, ставших ему известными в связи с обращением к нему за юридической помощью или в связи с её оказанием;
- адвокат — об обстоятельствах, которые стали ему известны в связи с оказанием юридической помощи;
- священнослужитель — об обстоятельствах, ставших ему известными из исповеди;
- член Совета Федерации, депутат Государственной Думы без их согласия — об обстоятельствах, которые стали им известны в связи с осуществлением ими своих полномочий.

Свидетель в уголовном процессе вправе:
- отказаться свидетельствовать против самого себя, своего супруга (своей супруги) и других близких родственников, круг которых определен уголовно-процессуальным законодательством. При согласии свидетеля дать показания он должен быть предупрежден о том, что его показания могут быть использованы в качестве доказательств по уголовному делу, в том числе и в случае его последующего отказа от этих показаний;
- давать показания на родном языке или языке, которым он владеет;
- пользоваться помощью переводчика бесплатно;
- заявлять отвод переводчику, участвующему в его допросе;
- заявлять ходатайства и приносить жалобы на действия (бездействие) и решения дознавателя, следователя, прокурора и суда;
- являться на допрос с адвокатом в соответствии с уголовно-процессуальным законодательством;
- ходатайствовать о применении мер безопасности, предусмотренных уголовно-процессуальным законодательством.

Свидетель в уголовном процессе не вправе:
- уклоняться от явки по вызовам дознавателя, следователя или в суд;
- давать заведомо ложные показания либо отказываться от дачи показаний;
- разглашать данные предварительного расследования, ставшие ему известными в связи с участием в производстве по уголовному делу, если он был об этом заранее предупрежден в порядке, установленном уголовно-процессуальным законодательством.

Свидетель в уголовном процессе не может быть принудительно подвергнут судебной экспертизе или освидетельствованию, за исключением случаев, предусмотренных уголовно-процессуальным законодательством.
В случае уклонения от явки без уважительных причин свидетель может быть подвергнут приводу. За дачу заведомо ложных показаний либо отказ от дачи показаний свидетель несет ответственность в соответствии Уголовным кодексом Российской Федерации. За разглашение данных предварительного расследования свидетель несет ответственность в соответствии c Уголовным кодексом Российской Федерации.

## Свидетель в арбитражном процессе
Свидетелем в арбитражном процессе по российскому арбитражному законодательству является лицо, располагающее сведениями о фактических обстоятельствах, имеющих значение для рассмотрения дела. Свидетель обязан по вызову арбитражного суда явиться в суд. Свидетель обязан сообщить арбитражному суду сведения по существу рассматриваемого дела, которые известны ему лично, и ответить на дополнительные вопросы арбитражного суда и лиц, участвующих в деле. За дачу заведомо ложных показаний, а также за отказ от дачи показаний свидетель несет уголовную ответственность, о чем он предупреждается арбитражным судом и дает подписку. Не подлежат допросу в качестве свидетелей судьи и иные лица, участвующие в осуществлении правосудия, об обстоятельствах, которые стали им известны в связи с участием в рассмотрении дела, представители по гражданскому и иному делу — об обстоятельствах, которые стали им известны в связи с исполнением обязанностей представителей, а также лица, которые в силу психических недостатков не способны правильно понимать факты и давать о них показания. Не подлежат допросу в качестве свидетелей посредники, оказывающие содействие сторонам в урегулировании спора, в том числе медиаторы, об обстоятельствах, которые стали им известны в связи с исполнением соответствующих обязанностей. Никто не обязан свидетельствовать против себя самого, своего супруга и близких родственников, круг которых определяется федеральным законом. Свидетель имеет право на возмещение расходов, связанных с вызовом в суд, и получение денежной компенсации в связи с потерей времени.

## Свидетель в административном процессе
В качестве свидетеля по делу об административном правонарушении может быть вызвано лицо, которому могут быть известны обстоятельства дела, подлежащие установлению. Свидетель обязан явиться по вызову судьи, органа, должностного лица, в производстве которых находится дело об административном правонарушении, и дать правдивые показания: сообщить все известное ему по делу, ответить на поставленные вопросы и удостоверить своей подписью в соответствующем протоколе правильность занесения его показаний.
Свидетель по делу об административном правонарушении вправе:
- не свидетельствовать против себя самого, своего супруга и близких родственников (под близкими родственниками понимаются родители, дети, усыновители, усыновленные, родные братья и сестры, дедушка, бабушка, внуки);
- давать показания на родном языке или на языке, которым владеет;
- пользоваться бесплатной помощью переводчика;
- делать замечания по поводу правильности занесения его показаний в протокол.

При опросе несовершеннолетнего свидетеля, не достигшего возраста четырнадцати лет, обязательно присутствие педагога или психолога. В случае необходимости опрос проводится в присутствии законного представителя несовершеннолетнего свидетеля. Свидетель предупреждается об административной ответственности за дачу заведомо ложных показаний. За отказ или за уклонение от исполнения обязанностей, предусмотренных законодательством, свидетель несет административную ответственность. Однако несовершеннолетние свидетели в возрасте до 16 лет такой ответственности не несут.